# Eleonora Kaminskaitė
Eleonora Ruokienė, coniugata Kaminskaitė, detta Leonora (Stakliškės, 29 gennaio 1951 – Kaunas, 9 febbraio 1986), è stata una canottiera lituana.

## Palmarès

### Olimpiadi
- 1 medaglia:
  - 1 bronzo (Montréal 1976 nel due di coppia[1])

### Mondiali
- 1 medaglia:
  - 1 argento (Hamilton 1978 nel due di coppia[1])